# Le Lait de la tendresse humaine
Pour plus de détails, voir Fiche technique et Distribution.
Le Lait de la tendresse humaine est un film franco-belge réalisé par Dominique Cabrera, sorti en 2001.

## Synopsis
Christelle, mère de famille, disparaît sans laisser de trace.

## Fiche technique
- Titre : Le Lait de la tendresse humaine
- Réalisation : Dominique Cabrera
- Scénario : Dominique Cabrera, Gilles Marchand et Cécile Vargaftig
- Production : Olivier Bronckart, Jean-Pierre Dardenne, Luc Dardenne, Philippe Martin, David Thion et Arlette Zylberberg
- Musique : Béatrice Thiriet
- Pays d'origine :  France -  Belgique
- Format : couleurs
- Genre : drame
- Durée : 94 minutes
- Date de sortie : 7 août 2001 (Suisse)

## Distribution
- Patrick Bruel : Laurent
- Marilyne Canto : Christelle
- Bruno Salvador : Rémi
- Antoine Bonnaire : Cédric
- Nour Gana : Cendrine
- Dominique Blanc : Claire
- Sergi López : Serge
- Claude Brasseur : Jean-Claude
- Mathilde Seigner : Josiane
- Valeria Bruni Tedeschi : Josiane
- Léna Bréban : Sonia
- Yolande Moreau : Babette
- Olivier Gourmet : Dr Gérard Cafarelli
- Edmée Doroszlai : Véronique
- Jacques Boudet : Jean-François
- Marthe Villalonga : Marthe
- Antoine Chappey : Guy-Michel